# Szilágysomlyói katolikus templom
A szilágysomlyói katolikus templom műemlékké nyilvánított épület Romániában, Szilágy megyében. A romániai műemlékek jegyzékében az SJ-II-m-A-05128 sorszámon szerepel.

## Története
A ma létező impozáns templom helyén egykor egy ősi templom állott, alapjából ítélve tiszta román stílusú. Keletkezésének kora ismeretlen, de a fennmaradt jelek szerint az első tatárjárás után, úgy 1280 körül épülhetett.
A mai templomról okiratos említést csak 1536-ból tudunk.  

## Leírása
A templom pontos felszentelési címe: Szűz Mária Mennybevétele.
Az épület keresztirányú, azaz észak-dél, mert építőinek alkalmazkodniuk kellett a rendelkezésre álló helyhez. 